# Peix blau

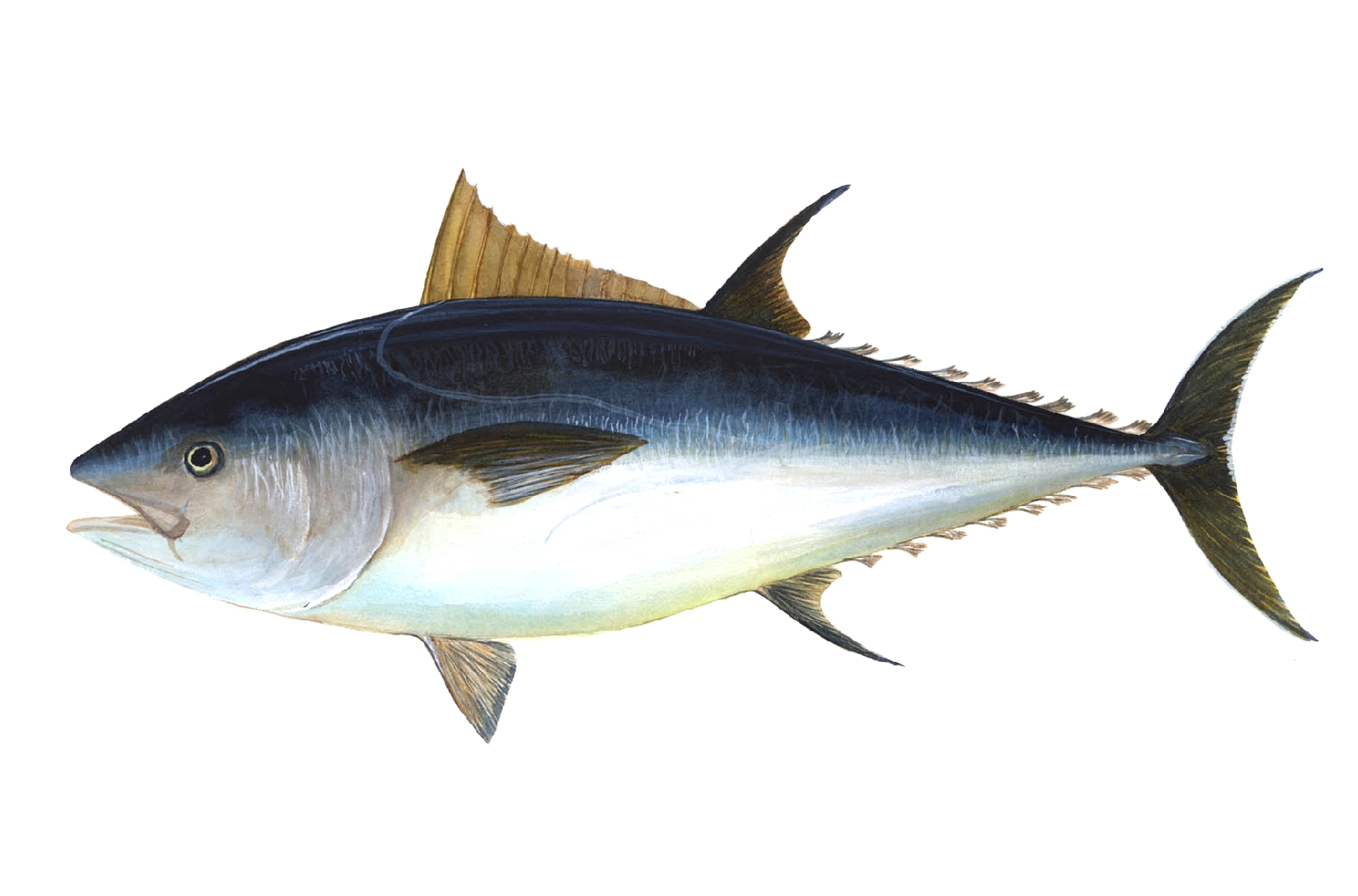
Tonyina

El peix blau és un grup de peixos que conté d'un 5% a un 11% de greix. En un mateix peix, la proporció de greix pot variar: sol ser més gran a l'estiu i a principis de tardor, i també depèn de l'edat i de la seva grandària, de l'època de l'any en què ha estat capturat (abans o després de la posta) i de la temperatura de l'aigua. Es tracta d'una categoria d'ús comú i no d'un gènere biològic.
La quantitat de greix influeix en la coloració i és la raó per la qual gran part dels anomenats peixos blaus tenen una coloració externa blava. Aquesta coloració els fa invisibles als depredadors. El peix blau és menys sedentari que el blanc i és per aquest motiu que necessita més quantitat de greix. Com a norma general, neda a prop de la superfície mentre que el blanc ho fa en aigües properes al fons. El peix blanc ans al contrari no arriba mai al 5% de greix i en pot tenir molt menys com és el cas del llucet amb només 0,4%.
Alguns peixos blaus són la tonyina, la bacora, la sardina, l'aladroc, el sorell, l'arengada, el verat, el bis, boga, el salmó, el moll de roca, l'anguila, el congre, l'emperador, la llamprea, el verat d'ull gros, el besuc blanc o el turbot. El bacallà en salaó es considera, a nivell nutricional, un peix blau, ja que el procés de salaó augmenta considerablement la seua concentració de greix.
Malgrat el seu valor nutricional elevat, cal matisar. La pol·lució marina va deixar un impacte: els peixos blaus poden acumular metalls pesants i sobretot el mercuri. L'índex de metalls pesants depèn de l'edat del peix i del lloc on s'ha pescat. Sobretot els peixos grans i llargs en poden acumular molt a la seva vida. S'incita a moderar el consum de tonyina o bonítol enllaunat, d'origen poc controlat.

## Gastronomia
La carn cuita dels peixos blaus sol ser més fosca que la dels blancs, menys fina i més forta en gust. A la dieta mediterrània són molt apreciats. A l'atlàntica, els peixos blaus de carn rosada, com el salmó o la truita de riu, se solen preferir als típics més preuats a la cultura mediterrània, com la tonyina, l'anxova, la sardina i el verat. Gràcies als seus greixos el peix blau admet tota mena de cocció: a la brasa, a la planxa, en guisats, com a ingredient en amanides, coques de recapte, pizzes o empanades.
Es pot consumir fresc, congelat, en salaó o en conserva, però, en qualsevol cas, és font de proteïnes, vitamines (A, D3, B12), minerals (iode, ferro, fòsfor, magnesi, calci) i greixos insaturats (oleic, linoleic i omega 3). Els àcids grassos omega 3 redueixen els nivells de triacilglicerols a la sang, disminueixen la pressió arterial i el risc de trombosi i augmenten la vasodilatació arterial. La vitamina D3 (colecalciferol), present al peix blau, ajuda a fixar el calci als ossos i protegeix el cos contra infeccions, ja que activa els glòbuls blancs de tipus T. Per això és recomanable menjar peix blau dos cops per setmana. S'aconsella especialment a les dones que han arribat als quaranta anys i es desaconsella a les persones amb nivells elevats d'àcid úric.
Les diverses formes de cuinat no afecten els àcids grassos omega 3 però sí que influeixen en la digestió. A la planxa, a la papillota, al forn o bullit la digestió és més ràpida.

## Marca Q

Logotip marca Q

A Catalunya, les espècies de peix blau sardina, seitó, verat, bis, boga i sorell pescades poden obtenir el segell alimentari Marca Q de qualitat alimentària, certificació oficial atorgada pel Departament d'Agricultura, Ramaderia, Pesca i Alimentació regulada pels ordres ARP/317/2002 i ARP/70/2004.
Per obtenir la certificació el peix ha de ser capturat amb arts d'encerclament que no tinguin una llargada superior a 300 metres sense comptar la llargada dels punys, equivalents com a màxim a 15 metres cadascun. La mida dels peixos capturats està regulada i controlada per assegurar la supervivència de les espècies.Un cop encerclat el banc de peixos prèviament localitzat, es mantindran vius a la xarxa fins al moment del seu envasat amb gel picat amb dues proporcions de peix per una de gel.
La presentació del peix es fa en caixes no recuperables, de forma rectangular, de material autoritzat i amb una cabuda màxima de 10 kg. Al punt de venda, el consumidor pot distingir el peix blau Marca Q perquè a les caixes figura a més de les indicacions que exigeix la legislació, la següent informació: el logotip de marca Q, logotip de la confraria corresponent, data de captura, identificació de l'embarcació, qualitat certificada per una entitat de control i capturat amb arts d'encerclament.
El peix blau es captura en utilitzar mètodes de pesca artesanals de nit.